# MAGAZINE BE×BOY
『MAGAZINE BE×BOY』（月刊マガジンビーボーイ）は、リブレが発行する日本の月刊ボーイズラブ漫画雑誌。1993年11月にビブロス（旧・青磁ビブロス）によって創刊され、2006年3月に廃刊となったのち、同年6月よりリブレ（旧・リブレ出版）が出版を引き継ぎ、復刊された。「ビーボーイ」は同社のボーイズラブ系ブランドの総称にもなっている。

## 歴史
『パッツィ』（青磁ビブロス）1993年4月号から10月号まで隔月刊で増刊号として刊行。同年12月号（11月7日発売）より独立創刊。1997年からは社名変更により発行会社名がビブロスになっている。
2006年4月に、発行元であるビブロスの倒産により、3月7日発売の4月号で廃刊となった。その後リブレ出版がビーボーイ関連事業の出版を引き継ぐことになり、6月7日発売の7月号より復刊。
2016年6月7日発売の7月号からは社名変更により発行会社名がリブレに変更されている。

## 関連誌・増刊号
b-Boy
1991年12月から1996年12月まで発行されたアンソロジーコミック。1997年4月から2002年11月までは『b-Boy zips』として発行。2003年1月から2006年3月までは『b-Boy LUV』として発行。
1998年には『b-Boyぷち』、1999年には『b-Boy福袋』、『b-Boy福袋2000』も刊行されている。
小説b-Boy
青磁ビブロス→ビブロスにより1994年10月から2006年3月まで月刊で発行された小説雑誌。
リブレ出版→リブレが出版を引き継ぎ、2006年6月14日発売の7月号より復刊。2011年10月14日発売の11月号からは隔月刊に、2015年9月14日発売の秋号からは季刊に変更されており、2022年4月14日発売の春号をもって休刊。
BE・BOY GOLD（ビーボーイゴールド）
青磁ビブロスの『小説b-Boy』『Megu』の増刊として1995年より刊行した漫画雑誌。1997年4月より独立創刊し、隔月刊で2006年4月まで発行された。
リブレ出版→リブレが出版を引き継ぎ、2006年6月28日発売の8月号より復刊。
b-boyキューブ
リブレ出版→リブレが2009年11月4日から2018年2月1日号まで配信していた携帯向け電子コミック誌。読切専門誌。
b-boyオメガバース
リブレが2016年8月18日から2022年7月21日まで配信していた電子コミック誌。オメガバース専門のアンソロジーコミック。
ビーボーイP!
リブレが2016年9月7日よりpixivコミックで配信している電子コミック誌。
秒で分かるBL
リブレが2020年6月25日より配信している電子コミック誌。

## 映像化作品

### アニメ化
| 作品                              | 放送年 | アニメーション制作 | 備考     |
| --------------------------------- | ------ | ------------------ | -------- |
| 抱かれたい男1位に脅されています。 | 2018年 | CloverWorks        | 映画あり |
| さんかく窓の外側は夜              | 2021年 | ゼロジー           |          |

| 作品                         | 発売年 | アニメーション制作                     | 備考                                                      |
| ---------------------------- | ------ | -------------------------------------- | --------------------------------------------------------- |
| LEVEL-C 快楽の方程式         | 1994年 | J.C.STAFF                              |                                                           |
| KIZUNA                       | 1994年 | J.C.STAFF                              |                                                           |
| KIZUNA                       | 2001年 | ゼクシズ                               | BE・BOY GOLD連載 アニメタイトル：KIZUNA -絆- 恋のから騒ぎ |
| 腐った教師の方程式           | 1995年 | J.C.STAFF                              |                                                           |
| 世紀末★ダーリン              | 1996年 | ピンクパイナップル                     |                                                           |
| FAKE                         | 1996年 | J.C.STAFF                              |                                                           |
| 春を抱いていた               | 2005年 | トライネットエンタテインメント、ネスト |                                                           |
| 最後のドアを閉めろ!          | 2007年 | フェニックス・エンタテインメント       |                                                           |
| SEX PISTOLS                  | 2009年 | 黄昏タウン                             |                                                           |
| 課長の恋                     | 2010年 | パンダ工場                             |                                                           |
| YEBISUセレブリティーズ       | 2010年 | GARDEN LODGE、スタジオノワ             |                                                           |
| Hybrid Child                 | 2014年 | スタジオディーン                       | BE・BOY GOLD連載                                          |
| ファインダーシリーズ         | 2015年 | スタジオノワ                           | BE・BOY GOLD連載 アニメタイトル：ファインダーの標的       |
| ファインダーシリーズ         | 2018年 | スタジオノワ                           | BE・BOY GOLD連載 アニメタイトル：ファインダーの隻翼       |
| マスク男子は恋したくないのに | 2023年 | Studio Fusion                          | ビーボーイP!連載                                          |

### 実写化
| 作品                              | 公開年               | 媒体         | 備考                                                          |
| --------------------------------- | -------------------- | ------------ | ------------------------------------------------------------- |
| さんかく窓の外側は夜              | 2021年               | 映画         |                                                               |
| 不幸くんはキスするしかない!       | 2022年               | テレビドラマ | ビーボーイP!連載                                              |
| 彼のいる生活                      | 2024年               | テレビドラマ | ビーボーイP!連載                                              |
| コスメティック・プレイラバー      | 2024年               | テレビドラマ |                                                               |
| 抱かれたい男1位に脅されています。 | 2025年（海外ドラマ） | テレビドラマ | ドラマタイトル：Top Form～抱かれたい男1位に脅されています。～ |
| 40までにしたい10のこと            | 2025年               | テレビドラマ |                                                               |